# Pantherophis ramspotti
Pantherophis ramspotti — вид змій родини вужеві (Colubridae).

## Поширення
Вид є ендеміком США. Населяє штати Міннесота, Південна Дакота, Небраска, Айова та Міссурі.